# Walter Day
Walter Aldro Day Jr. (Fairfield-IO, 14 de Maio de 1949) é um historiador de games e empresário estadunidense, fundador, em 1981, da entidade Twin Galaxies, que é a maior autoridade homologadora de recordes dos jogos eletrônicos no mundo.
Em 2007, a publicação de sua autoria Twin Galaxies' Official Video Game & Pinball Book of World Records, que reuniu escores de jogadores de 31 países, compilados desde 1981 e incluindo títulos em PC, X-Box e PlayStation 2, foi usada como base pelo Guinness World Records - Gamers Edition 2008, publicado em Março de 2008, para oficializar os recordes dos games.
Sua contribuição para a indústria dos games foi contada nos documentários The King of Kong: A Fistful of Quarters (2007), e Chasing Ghosts: Beyond the Arcade (2007).
Em 2009, a empresa VBS.tv publicou um documentário na internet chamado Walter Day: Twin Galaxies and the Two Golden Domes, dividido em 3 partes, e que conta sobre sua trajetória como empresário.
Em Agosto de 2010, pouco antes de anunciar sua aposentadoria, ele ajudou a fundar o International Video Game Hall of Fame, sediado na cidade de Ottumwa.